# Iris Chang

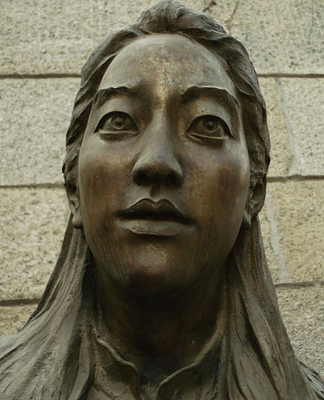
Statua dedicata a Iris Chang

Iris Shun-Ru Chang (Princeton, 28 marzo 1968 – Los Gatos, 9 novembre 2004) è stata una storica e giornalista statunitense. È famosa per il suo best seller, Lo stupro di Nanchino, pubblicato nel 1997, che tratta del massacro di Nanchino, crimine di guerra commesso dai militari giapponesi il 13 dicembre 1937.

## Biografia
Iris era figlia di due professori universitari immigrati da Taiwan. Nata a Princeton, nel New Jersey, si trasferì nell'Illinois, per frequentare la University Laboratory High School of Urbana, dove si laureò nel 1985. Laureatasi in giornalismo, all'Università dell'Illinois - Urbana-Champaign nel 1989, ottenne un master in Writing Seminars all'Università Johns Hopkins. Lavorò per The New York Times, per cui in un solo anno scrisse sei articoli in prima pagina. Dopo una breve esperienza all'agenzia di stampa internazionale Associated Press e al Chicago Tribune, iniziò la sua carriera di scrittrice, anche per diversi magazine.
Iris si è suicidata il 9 novembre 2004, dopo un grave attacco depressivo seguito ad un crollo nervoso. Il suo stato depressivo è stato forse causato da una forte privazione di sonno, e anche dallo stress causato dalle cruente tematiche oggetto delle sue ricerche. Era sposata con Bretton Douglas, incontrato al college, con cui ha avuto un figlio, Christopher, il quale aveva solo due anni al momento della sua morte. Negli ultimi anni ha vissuto a San Jose, in California.

## Opere
Iris ha scritto tre libri, in cui documenta le esperienze di asiatici e di cinesi americani nella storia:
- Thread of the Silkworm (1995),[4] racconta la vita di un professore cinese, Dr. Qian Xuesen durante il Maccartismo negli anni cinquanta. Nonostante Qian fosse uno dei fondatori del Jet Propulsion Laboratory (JPL) della NASA, e nonostante collaborasse con l'esercito degli Stati Uniti, è stato improvvisamente e falsamente accusato di essere una spia, membro del partito comunista, e arrestato dal 1950 al 1955. Il Dr. Qian Xuesen si trasferì quindi in Cina a Settembre del 1955 a bordo della nave mercantile President Cleveland. In Cina Qian ha sviluppato il programma Dongfeng missile e successivamente il programma Silkworm missile, che verrà poi utilizzato contro gli Stati Uniti nella Guerra del Golfo e nella Guerra In Iraq.
- Lo stupro di Nanchino (1997),[5] è stato pubblicato alla vigilia del sessantesimo anniversario del Massacro di Nanchino; la stesura dell'opera è in gran parte motivata da una necessità di denunciare gli orrori taciuti, da cui i suoi genitori sono miracolosamente scampati, commessi durante il massacro dall'esercito imperiale giapponese, l'opera include interviste originali ad alcune vittime sopravvissute. Dopo la pubblicazione del libro ha chiesto pubblicamente al governo giapponese di scusarsi per i crimini commessi, e di risarcire le vittime. L'opera è stata la prima in lingua inglese riguardante le atrocità commesse, ed è rimasta nella lista dei libri più venduti, stilata dal New York Times per diversi mesi. Sulla base del libro, nel 2007 verrà mandato in onda un documentario.
- The Chinese in America (2003),[6] spiega come i cinesi americani siano trattati come outsider. Il libro presenta lo stesso stile dei primi due, svelando maggiormente le considerazioni personali dell'autrice.